# Antoine Héroët
Antoine Héroët (* 1492 in Paris; † 1568 in Digne-les-Bains) war ein französischer Höfling, Dichter und römisch-katholischer Bischof.

## Leben und Werk
Antoine Héroët gehörte zur Familie des Kanzlers François Olivier (1487–1560), dessen Onkel, der Hellenist Jean Olivier, Bischof von Angers († 1540) und dessen Bruder, Antoine Olivier, Bischof von Digne war. Von Margarete von Navarra bezog Héroët ab 1524 eine Pension, bevor er ab 1543 Abt des Zisterzienserklosters Cercanceaux und ab 1552 (in Nachfolge von Antoine Olivier) Bischof von Digne war. Er gehörte zum Kreis der Dichter und Gelehrten Clément Marot, Mellin de Saint-Gelais, Charles Fontaine, Claude Chappuys und Jean Salmon Macrin. Er wurde von der Pleiade geschätzt und beeinflusste die Lyoner Maurice Scève und Pontus de Tyard.
Durch Marsilio Ficino hatte er Kenntnis von Plato und wurde zum Dichter der platonischen Liebe. Mit seiner Dichtung La parfaite amie stand er in der sogenannten Querelle des amies 1542 gegen die zynische Liebesauffassung, wie sie von Bertrand de La Borderie in seinem Werk L’amie de court 1541 vertreten wurde.

## Werke
- Oeuvres poétiques. Hrsg. Ferdinand Gohin. E. Cornély, Paris 1909. Droz, Paris 1943. (kritische Ausgabe)
- (1542) La Parfaicte amye. Hrsg. Christine M. Hill. University of Exeter, Exeter 1981. (kritische Ausgabe)